# Анри Барбис
Анри Барбис (фр. Henri Barbusse; 1873 — 1935), био је француски новинар, књижевник, пацифиста, борац за социјалну правду и ратни дописник париског Журнала и других новина са српског ратишта за време Балканских ратова и Првог светског рата.

## Ратни извештач
Учествовао је у Првом светском рату као добровољац, али се убрзо разочарао, изразивши огорченост у роману „Огањ” у којем је описао стравичну слику рата и дигао глас у одбрану мира. Као дописник из Србије, пратио српску војску кроз балканске ратове, на почетку рата 1914. године, био је сведок стравичних злочина аустроугарске војске у Мачви. Опис разореног Шапца, после протеривања Аустроугара, одговарао је слици било ког српског града који су окупирали „носиоци културе”, како је бечка пропаганда називала своје војнике.
Био је и сведок бомбардовања и опсаде Аустроугарске војске Београда и храбре одбране српске војске, која се и поред више ултиматума о предаји, није предала.
У једном од извештаја, написао је:
Принуђен сам да жигошем страховита варварства аустроугарских трупа. Да нисам својим очима гледао њихова недела и да нисам фотографисао њихове жртве, не бих веровао у злочине... За сада су њихови рањеници смештени заједно са Србима по српским болницама, негују их исто тако као и Србе.

## Дела
Своје ратне репортаже, чланке и документе објавио је у неколико књига:
- „Српске победе” (Les Victoires serbes, 1913),
- „Брегалница” (Brégalniza La Guerre serbo-bulgare, 1914),
- „Српска епопеја (Агонија једног народа)” (L’Epopée serbe, L’Agonie d’un peuple, 1916) и
- „Са српском војском” (Avec l’Armée serbe, 1918).

Остала дела:
- „Пакао”, роман
- „Светлост”, роман
- „Тугованке”, збирка песама